# Československý fotbalový svaz
Československý fotbalový svaz (ČSFS) – ogólnokrajowy związek sportowy, działający w latach 1922-1993 na terenie Czechosłowacji, posiadający osobowość prawną, będący jedynym prawnym reprezentantem czechosłowackiej piłki nożnej (zarówno mężczyzn, jak i kobiet we wszystkich kategoriach wiekowych) w kraju i za granicą. Po rozpadzie Czechosłowacji w 1993 roku jako następca Czech został przekształcony w Fotbalová asociace České republiky (FAČR).
Na początku na terenie Czechosłowacji powstało kilka regionalnych związków. Związek czeski został założony w 1901 jako Český svaz footballový (ČSF). W latach 1907–1908 należał w do FIFA, następnie do UIAFA i od roku 1923 ponownie do FIFA początkowo pod nazwą Československý svaz footballový (ČSSF).
26 marca 1922 roku została założona czechosłowacka federacja piłkarska – ČSSF (czes. Československý svaz footballový). W jego skład weszły Czechosłowacki Związek Piłki Nożnej (Československý svaz footballový), Niemiecki Związek Piłki Nożnej (DFV), Węgierski Związek Piłki Nożnej (MLSz), Konfederacja Żydowska i Polski Związek Piłki Nożnej (PZPN).
W 1922 związek zmienił nazwę na Československá associace footballová (ČSAF). W latach 1957–1968 używano innej nazwy - Československý svaz tělesné výchovy (ČSTV), z kolei od 1968 Československý fotbalový svaz (ČSFS). Po upadku komunizmu w demokratycznej republice federalnej przez dwa lata związek funkcjonował jako Československá fotbalová asociace (ČSFA).
Do sezonu 1993/1994 była organizatorem rozgrywek ligi czechosłowackiej szczebla centralnego (I. liga, a także Pucharu Czechosłowacji.
Związkowi podlegała Reprezentacja Czechosłowacji w piłce nożnej mężczyzn i Reprezentacja Czechosłowacji w piłce nożnej kobiet.
Po rozpadzie Czechosłowacji w 1993 zmienił nazwę na Českomoravský fotbalový svaz (ČMFS), wtedy też został zarejestrowany jako odrębny związek w UEFA. Nazwę Fotbalová asociace České republiky przyjęto w czerwcu 2011 roku.